# Ricardo Nuno Oliveira da Rocha
Ricardo Nuno Oliveira da Rocha, noto semplicemente come Ricardo Rocha (Matosinhos, 18 novembre 1982), è un ex calciatore portoghese, di ruolo difensore.

## Carriera
È stato capitano del Chaves che raggiunse la finale di Coppa di Portogallo nella stagione 2009-2010. Vanta quattro presenze in massima divisione, tutte col Beira-Mar.